# Menno Simons
Menno Simons (ur. 1496, zm. 1561) – reformator religijny, jeden z głównych przedstawicieli pacyfistycznego anabaptyzmu, założyciel mennonitów.
W młodości stracił brata w czasie starć między katolikami a anabaptystami. Początkowo zwolennik Marcina Lutra.  Autor Fundamentbook (1539), przywódca gminy chrześcijańskiej nazwanej od niego mennonitami, którzy po jego śmierci rozdzielili się na dwie grupy: liberalnych i rygorystycznych. Nawiązując do starotestamentowej tradycji, ogłosił Kościół „społecznością świętych”, co było przejawem antyklerykalizmu i negacją stosunków panujących w Kościele katolickim.
W 1542 przybył do mennonitów osiedlonych na dzisiejszym terytorium Polski w celu rozstrzygnięcia sporu religijnego.